# Vytautas Barkauskas
Œuvres principales
- 2 quatuors à cordes
- Concerto pour piano
- 7 symphonies
...
Vytautas Pranas Marius Barkauskas, né le 25 mars 1931 à Kaunas (Lituanie) et mort le 25 avril 2020 à Vilnius (Lituanie), est un compositeur et pédagogue lituanien.
Vytautas Barkauskas a également composé une pièce pour huit violoncelles et une voix soprano sur un poème du poète Philippe Jaccottet.
Ce fut une commande du violoncelliste et directeur du festival international de musique de chambre de Schiermonnikoog (NL) Jeroen Reuling avec l’autorisation de Philippe Jaccottet.Cette œuvre est magnifique.

## Biographie
De 1949 à 1953, Vytautas Barkauskas apprend le piano à l'École de musique Juozas Tallat-Kelpša (lt) à Vilnius. Puis il entre en 1953 à l'Académie de musique et de théâtre de Lituanie, où il étudie la composition avec Antanas Račiūnas (lt) et l'orchestration avec Eduardas Balsys (lt). Sorti diplômé de cette Académie en 1959, il y enseigne la théorie musicale à partir de 1961 et la composition à partir de 1989.
Sa musique, utilisant notamment la technique du dodécaphonisme, est influencée entre autres par Krzysztof Penderecki, Witold Lutosławski et György Ligeti.
Parmi ses œuvres, on peut mentionner des pièces pour piano ou orgue, de la musique de chambre (dont trois sonates pour violon et piano et deux quatuors à cordes), des concertos (dont un pour piano), sept symphonies et de la musique vocale (dont trois oratorios et un opéra).

## Compositions (sélection)

### Pièces pour piano
- 1964 : Poésie, cycle en 5 mouvements op. 1
- 1966 : Mystère op. 4
- 1967 : Variations op. 13 (2 pianos)
- 1968 : 7 pièces enfantines op. 14
- 1969 : Sonate pathétique op. 20
- 1971 : 5 petits tableaux de Vytukas op. 29 (à 4 mains)
- 1972 : Légende sur Čiurlionis no 1 op. 30
- 1974 : Prélude et fuguette op. 36 ; Prélude et fugue op. 38 (2 pianos)
- 1977 : Petite suite op. 48
- 1980 : Suite polyphonique op. 57
- 1981 : 3 études de concert op. 62
- 1982 : Hiver 1982 op. 66 (à 4 mains)
- 1984 : Sonate op. 72 (2 pianos à 6 mains) ; Le Poème du cœur (titre original) op. 74
- 1985 : Sonntagsmusik op. 79 (musique du dimanche, pour 2 pianos à 8 mains)
- 1986 : 13 pièces op. 82 ; 7 petites fantaisies
- 1988 : Vision op. 86 ; Légende sur Čiurlionis no 2 op. 87
- 1989 : Miroir op. 91
- 1990 : 2 miniatures de concert op. 94
- 1993 : Divertimento op. 101 (piano à 6 mains) ; Légende sur Čiurlionis no 3 op. 102
- 1994 : Trois petites fleurs op. 105
- 1996 : Allegro brillant op. 107 (2 pianos)
- 2007 : Flashs op. 129
- 2012 : Sept petits nuages op. 136

### Pièces pour orgue
- 1972 : Gloria Urbi op. 32
- 1980 : Zodiacus (cycle polyphonique en 25 mouvements) op. 59
- 1989 : Credo op. 90
- 1994 : Inspiration op. 104

### Pièces pour instrument seul
- 1967 : Partita pour violon op. 12 (1. Prélude ; 2. Scherzo ; 3. Grave ; 4. Toccata ; 5. Postlude)
- 1970 : Monologue pour hautbois op. 24
- 1977 : Suite B pour guitare op. 46
- 1983 : 2 monologues pour alto op. 71
- 1993 : Réminiscence pour clavecin op. 99
- 2004 : Silhouette pour violon op. 124
- 2005 : Echos pour percussion op. 127
- 2008 : Intermezzo italiano pour harpe op. 131

### Musique de chambre
- 1965 : Au zoo, pour flûte, hautbois, clarinette, basson et piano op. 2
- 1970 : Pro memoria pour flûte, clarinette basse, piano et 5 percussions op. 22
- 1972 : Quatuor à cordes no 1 op. 31
- 1974 : Sonata subita pour violon et piano op. 37
- 1979 : Sonate no 2 pour violon et piano Dialogues op. 56
- 1980 : Quintette avec piano op. 60
- 1981 : Rondo capriccioso pour basson et piano op. 65
- 1983 : Quatuor à cordes no 2 op. 70
- 1984 : Sonate en duo pour violon et alto op. 73 ; Sonate no 3 pour violon et piano op. 75
- 1985 : Sextuor pour piano et cordes op. 78
- 1987 : Sonate pour contrebasse et piano op. 84
- 1990 : Trio pour clarinette, violon et piano op. 92 ; Vivo pour piano, 2 violons, alto, violoncelle et contrebasse op. 93
- 1991 : La-Ré pour clarinette et piano op. 95
- 1993 : Suite de concert (titre original) pour violoncelle et piano op. 98
- 1995 : Trio à deux (titre original) pour violon, alto et violoncelle op. 106
- 1996 : Musique intime pour flûte et clavecin op. 100 (ou flûte et percussion) ; Modus vivendi pour violon, violoncelle et piano op. 108
- 1997 : Duo pour guitare et piano op. 110
- 1998 : Toccamento no 2 pour alto solo, violon, violoncelle et piano op. 111
- 1999 : ...Quasi Viderunt Omnes et Notum Fecit Dominus pour flûte, hautbois, 2 percussions, piano, violon et contrebasse op. 113
- 2000 : Journée de la princesse, conte de fée pour piano (4 mains) et quatuor à cordes
- 2004 : Été 2004, Nida pour quatuor à cordes
- 2006 : Contactus no 1 pour clarinette, piano, 2 violons, alto et violoncelle op. 128
- 2008 : Impulsions pour flûte, violoncelle et piano op. 130
- 2011 : 3 fragments pour alto et violoncelle op. 134
- 2014 : Duettissimo pour violon et violoncelle

### Musique d'orchestre

#### Concertos
- 1978 : Double concerto pour flûte et hautbois op. 50
- 1981 : Concerto pour alto et orchestre de chambre op. 63
- 1992 : Concerto pour piano op. 96
- 2004 : Duo concertant pour violon et alto op. 122
- 2009 : Concerto Trio concertante pour 3 pianos op. 133

#### Symphonies
- 1963 : Symphonie no 1 op. 1
- 1971 : Symphonie no 2 op. 27
- 1979 : Symphonie no 3 op. 55
- 1985 : Symphonie no 4 op. 76
- 1986 : Symphonie no 5 op. 81
- 2001 : Symphonie no 6 op. 116
- 2010 : Symphonie no 7 op. 132 (avec orgue)

#### Autres œuvres
- 1966 : Concertino de chambre (pour 4 ensembles) op. 5
- 1968 : Composition intime pour hautbois et orchestre à cordes op. 15
- 1969 : Trois aspects, triptyque symphonique op. 17
- 1976 : Uvertura a priori, ouverture symphonique op. 43
- 1978 : Toccamento, concerto pour orchestre de chambre (pour piano et orchestre à cordes) op. 49
- 1983 : Tableau symphonique Le Soleil op. 69
- 1988 : Concerto piccolo per orchestra da camera (pour orchestre à cordes) op. 88
- 1992 : Konzertstück no 1 op.97
- 1994 : Konzertstück no 2 op. 103
- 1996 : Scherzo pour violon et orchestre à cordes op. 109
- 1998 : Hic-et-nunc op. 112
- 2000 : À la fin est le commencement op. 115
- 2002 : Jeux op. 117 (avec violon solo)
- 2011 : Avanti pour orchestre à cordes op. 135

### Musique vocale
- 1966 : 2 mélodies pour soprano et piano op. 9
- 1967 : Cantate-poème Paroles pour la révolution pour quatuor vocal, récitant et orchestre op. 10
- 1969 : 2 ballades pour baryton et piano op. 21
- 1970 : La vostra nominanza e color d'erba, poème pour quatuor vocal, 2 violons, alto, violoncelle et contrebasse op. 26
- 1975 : La Légende de l'amour, opéra en trois actes op. 39
- 1976 : Oratorio-mystère Salut au pays pour soprano, baryton, chœurs et orchestre op. 44
- 1977 : 8 chansons enfantines pour soprano et piano op. 45
- 1978 : Je salue la Terre, poème pour chœur a cappella op. 51 ; Les fenêtres sont ouvertes (titre original), 5 sketches pour mezzo-soprano, flûte, clavecin, violon, violoncelle et contrebasse op. 52
- 1981 : 7 miniatures d'Omar Khayyam pour chœur a cappella op. 61 ; Elle est la seule, poème pour quatuor vocal, récitant et orchestre op. 64
- 1982 : 4 chansons enfantines pour voix et piano op. 68
- 1986 : Cantate Deux d'entre nous pour soprano, baryton, quatuor vocal, flûte, 2 percussions, violoncelle et piano op. 80 ; Salduvė (souvenirs d'été), ballade pour chœur a cappella op. 83
- 1987 : Fleur épanouie, poème pour soprano et piano op. 85
- 1988 : Oratorio Espoir pour soprano, 2 ténors, baryton, basse, ensemble vocal et orgue op. 89
- 2003 : Agus Dei pour quatuor vocal et orgue op. 119 ; 2 Ex Tempores miniatures pour soprano, trombone, piano, contrebasse et percussions op. 120
- 2004 : Lune à l'aube d'été (titre original) pour soprano et 8 violoncelles op. 123
- 2005 : Un été avec Čiurlionis, pour soprano, récitant, quatuor vocal, flûte, clarinette, violon, alto et orgue op. 125
- 2006 : 3 tableaux satiriques pour baryton et orchestre à cordes
- 2013 : Oratorio Résurrection pour solistes, chœurs, percussions, orgue et orchestre à cordes op. 138

## Distinctions (sélection)
- 2003 : prix national de la culture et de l'art.